# Solen stod stille
Solen stod stille (org. titel: Inherit the Wind) er en amerikansk dramafilm fra 1960, instrueret af Stanley Kramer efter et skuespil af samme navn fra 1955 af Jerome Lawrence og Robert E. Lee, der fiktionaliserer en retssag i 1925, hvor en lærer var anklaget for at bryde en lov i delstaten Tennessee, som forbød at undervise om menneskets evolution i statsfinansierede skoler. Filmen har Spencer Tracy som advokat Henry Drummond og Fredric March om hans ven og rival Matthew Harrison Brady. Derudover medvirker blandt andet Gene Kelly, Dick York, Harry Morgan, Donna Anderson, Claude Akins, Noah Beery Jr., Florence Eldridge, og Jimmy Boyd.
March modtog Sølvbjørnen for bedste skuespiller og filmen blev nomineret til Guldbjørnen ved Filmfestivalen i Berlin. Spencer Tracy blev blandt andet nomineret til en Oscar for bedste mandlige hovedrolle.
Filmen har fået flere remakes gennem tiden, og blev blandt andet genfilmatiseret med Jack Lemmon som Drummond og George C. Scott som Brady i tv-filmen fra 1999.

## Medvirkende
- Spencer Tracy som Henry Drummond (baseret på Clarence Darrow)
- Fredric March som Matthew Harrison Brady (baseret på William Jennings Bryan)
- Gene Kelly som E.K. Hornbeck fra Baltimore Herald (baseret på Henry L. Mencken)
- Florence Eldridge som Sarah Brady (baseret på Mary Baird Bryan)
- Dick York som Bertram T. Cates (baseret på John Scopes)
- Donna Anderson som Rachel Brown
- Harry Morgan som Judge Merle Coffey (baseret på Judge John T. Raulston)
- Claude Akins som Rev. Jeremiah Brown
- Elliott Reid som Prosecutor Tom Davenport
- Paul Hartman som Deputy og bailiff Horace Meeker
- Philip Coolidge som Mayor Jason Carter
- Jimmy Boyd som Howard
- Noah Beery Jr. som John Stebbins
- Norman Fell som WGN Radio Technician
- Hope Summers som Mrs. Krebs
- Ray Teal som Jessie H. Dunlap
- Renee Godfrey som Mrs. Stebbins
- Gordon Polk som George Sillers
- Donald Elson som Bollinger